# Punks (film)
Pour plus de détails, voir Fiche technique et Distribution.
Punks est un film de 2000 produit par Babyface, réalisé par Patrik-Ian Polk (en), avec notamment Rockmond Dunbar, Seth Gilliam, Renoly Santiago, Jazzmun (en) et Dwight Ewell (en) .
Le film suit les épreuves et les tribulations d'un groupe d'amis afro-américains gays. Alors que la vie gay noire est explorée dans le film, les aspects universels de l'amitié jouent au premier plan de l'intrigue. Ces mêmes thèmes sont centraux dans la série télévisée de Logo Noah's Arc (2005-2006).
Le film témoigne d'une certaine popularité dans les festivals de cinéma, mais n'a jamais été distribué en raison de problèmes de droits d'auteur avec les chansons de Sister Sledge, centrales dans le film. Il est toutefois diffusé sur la chaîne télévisée Logo le 7 août 2011.

## Distribution
- Seth Gilliam : Marcus
- Dwight Ewell (en) : Hill
- Renoly Santiago : Dante
- Rockmond Dunbar : Darby
- Jazzmun (en) : Chris / Crystal
- Rudolf Martin : Gilbert
- Vanessa Estelle Williams : Jennifer
- Devon Odessa : Felicity
- Loretta Devine : conseillère en santé
- Rodney Chester (en) : Alexis Carrington Colby Dexter
- Thea Vidale (en) : infirmière

## Récompenses et nominations

### Récompenses
- Black Reel Awards : meilleur acteur indépendant pour Rockmond Dunbar
- Festival international du film de Cleveland : meilleur long-métrage indépendant américain
- LA Outfest : révélation pour Patrik-Ian Polk

### Nominations
- GLAAD Media Awards : meilleur film - Sortie limitée
- Prix de l'esprit indépendant : prix John Cassavetes pour Patrik-Ian Polk, Tracey Edmonds et Michael McQuarn